# Acropolitis ptychosema
Acropolitis ptychosema es una especie de polilla del género Acropolitis, tribu Archipini, subfamilia Tortricinae.

## Distribución
Se distribuye por Australia (Tasmania).

## Taxonomía
Fue descrita por Turner en 1927 y publicada en Papers and Proceedings of the Royal Society of Tasmania 1926: 121.